# 拉貝角
拉貝角（英語：Labbé Point）是南極洲的海岬，位於南設得蘭群島中格林尼治島的發現號灣西南部，長0.6公里，處於阿什角西南面5.08公里、費雷爾角西北面1.79公里和斯帕克角以南5.97公里。

## 外部連結
- SCAR Composite Antarctic Gazetteer（页面存档备份，存于）.

62°29′49.5″S 59°43′52.3″W / 62.497083°S 59.731194°W